# Spondilolistesi
La spondilolistesi (od olistesi, erroneamente listesi) è lo spostamento in avanti di una vertebra rispetto alla vertebra sottostante.

## Epidemiologia e storia
L'anomalia venne osservata per la prima volta in un neonato dall'ostetrico belga Herbinaux nel 1782, ma il termine venne coniato nel 1854 da Kilian, a partire dal greco spondylos, vertebra, e olisthesis, scivolamento.
Le vertebre più colpite sono la quarta e la quinta vertebra lombare. Tra la popolazione generale, la prevalenza di spondilolistesi è fra il 3 e il 7 %, ma in alcuni gruppi è molto maggiore, come ad esempio tra gli Inuit e i Boscimani e fra gli atleti professionisti, gli acrobati e i danzatori si raggiungono percentuali del 20 %.

## Eziologia
In base alla patogenesi si classificano cinque tipi di spondilolistesi
1. Congenita non degenerativa
2. Istmica: frattura da stress dell'istmo vertebrale, come nei casi di sovraccarico in certi sport
3. Degenerativa congenita (malattia rara) o acquisita
4. Traumatica (incidente, scoliosi, lordosi)
5. Patologica: inteso su base oncogena (metastasi tumorale spinale) oppure da altre patologie (osteogenesi imperfetta, malattia di Paget, sindrome di Marfan, acondroplasia, sindrome di Ehlers-Danlos, neurofibromatosi, tubercolosi ossea, osteomielite, spondilite anchilosante, malattia di Pott, sindrome di Scheuermann, artrosi, discopatia)

Nella donna, con il cambio ormonale e la menopausa si può accentuare un quadro di osteoporosi che favorisce lo scivolamento vertebrale.

## Clinica
I pazienti che soffrono di spondilolistesi lamentano dolori nella zona lombosacrale e sciatica da radicolopatia. Tale dolore può irradiarsi anche agli arti inferiori ed essere aggravato da una compressione in corrispondenza della zona lesa. Nei casi più gravi si osservano deformità caratterizzate dall'accorciamento del tronco e dallo spostamento in avanti dell'addome. In alcuni casi si presentano anche i sintomi della stenosi spinale.

## Trattamento
Il trattamento può essere
- farmacologico (analgesici e antinfiammatori);
- ortopedico, con uso di corsetti;
- fisioterapico, con cui si procede a ginnastica assistita;
- chirurgico, con artrodesi degli archi vertebrali posteriori.